# Valla mosse
Valla mosse är ett naturreservat i Hedemora kommun i Dalarnas län.
Området är naturskyddat sedan 1996 och är 95 hektar stort. Reservatet består av ett stort kärr som omges av låglänta, barrskogsbeklädda skogsholmar med bårder av lövträd.